# Réacteur nucléaire hybride fusion fission
Un réacteur nucléaire hybride fusion fission est un concept de réacteur nucléaire qui utilise une combinaison de processus de fusion et de fission nucléaires.
Dans un tel réacteur, des neutrons rapides à haute énergie provenant d'un réacteur à fusion déclenchent la fission de combustibles de manière sous-critique. Les réactions de fission ne seraient donc pas en chaîne auto-entretenue. Cela rendrait non seulement les conceptions de fusion plus économiques en termes d'énergie, mais serait également capable de brûler des combustibles qui ne conviendraient pas pour une utilisation dans les usines de fission conventionnelles, même leurs déchets nucléaires.
Ce concept de réacteur peut être rapproché de ceux du réacteur surgénérateur rapide, qui utilise un cœur de fission compact à haute énergie à la place du cœur de fusion de l'hybride et du réacteur nucléaire piloté par accélérateur, qui utilise un accélérateur de particules pour fournir les neutrons au lieu des réactions nucléaires.

## Fonctionnement
Au cœur du réacteur, une réaction de fusion D-T dégage une particule alpha et un neutron de haute énergie de 14 MeV. Cette réaction de fusion pourrait être à confinement magnétique ou inertiel. 
Autour de la fusion, une couverture contenant du lithium permet de renouveler le tritium. Cette couverture contient également de l'uranium ou d'autres matériaux fissiles pour créer des réactions de fission et en récupérer l’énergie. Plusieurs événements de fission peuvent se produire pour chaque fusion, chacun dégageant beaucoup plus d'énergie que la fusion d'origine, environ 11 fois. Cela augmente considérablement la puissance totale du réacteur. Cela a été suggéré comme un moyen de produire des réacteurs à fusion pratiques malgré le fait qu'aucun réacteur à fusion n'a encore atteint le seuil de rentabilité, en multipliant la puissance de sortie en utilisant du combustible ou des déchets bon marché. Cependant, un certain nombre d'études ont démontré à plusieurs reprises que cela ne devient pratique que lorsque le réacteur global est très grand, 2 à 3 GWth, ce qui le rend coûteux à construire.
Ces procédés ont également pour effet secondaire de produire du Pu-239 ou de l'U-233, qui peuvent être extraits et utilisés comme combustible dans les réacteurs à fission conventionnels. Cela conduit à une conception alternative où l'objectif principal du réacteur de fusion-fission est de retraiter les déchets en un nouveau combustible. Cela présente également des avantages pour la non-prolifération, car les technologies d'enrichissement et de retraitement sont également associées à la production d'armes nucléaires. Cependant, le coût du combustible nucléaire produit est très élevé et il est peu probable qu'il puisse concurrencer les sources conventionnelles.

## Sûreté
Contrairement aux réacteurs à fission commerciaux actuels, les combustibles nucléaires sont sous-critiques et non sujet a l'emballement. Si le processus de fusion est délibérément interrompu ou si le processus est interrompu par une défaillance mécanique, la fission s'arrête presque instantanément. 

## Histoire et projet
Le concept date des années 1950 et a été fortement défendu par Hans Bethe dans les années 1970. À cette époque, les premières expériences de fusion puissantes étaient en cours de construction, mais il aurait fallu encore de nombreuses années avant qu'elles puissent être économiquement compétitives. Les hybrides ont été proposés comme un moyen d'accélérer considérablement leur introduction sur le marché, produisant de l'énergie avant même que les systèmes de fusion n'atteignent le seuil de rentabilité. Cependant, des études détaillées de l'économie des systèmes ont suggéré qu'ils ne pouvaient pas concurrencer les réacteurs à fission existants.
Le concept a ensuite connu depuis un intérêt cyclique. En 2021 a été inauguré le réacteur de recherche T-15MD, dont l'un des objectifs est l’étude de ce concept.